# Monohelea ponticulifera
Monohelea ponticulifera är en tvåvingeart som beskrevs av Debenham 1972. Monohelea ponticulifera ingår i släktet Monohelea och familjen svidknott. Inga underarter finns listade i Catalogue of Life.